# Matthias Cadovius
Matthias Cadovius (* 20. Oktober 1621 in Rostock; † 17. November 1679 in Aurich) war ein lutherischer Theologe. Er war Hofprediger und von 1657 bis 1667 Superintendent der Grafschaft Oldenburg.

## Leben
Cadovius stammte aus Rostock, sein Vater Niklas Cadaw war Bürger dieser Hansestadt. Nachdem er die Gymnasien in Rostock und Hamburg besucht hatte, studierte er von 1640 bis 1642 Theologie an der Universität Greifswald. Nach einem Aufenthalt in Kopenhagen war er ab 1647 Hofmeister in Königsberg und wurde 1650 Pastor in Itzehoe. Von dort ging er 1652 als Pfarrer nach Delmenhorst. Schon ein Jahr später rief ihn Graf Anton Günther von Oldenburg als Frühprediger an der Lambertikirche und als Hofprediger nach Oldenburg. Cadovius war der letzte Superintendent, den Anton Günther berufen hat.
Mit ihm fühlte er sich menschlich besonders verbunden. 1657 bezahlte der Graf Cadovius die Kosten der Promotion zum Doktor der Theologie an der Universität Rinteln und ernannte er ihn im gleichen Jahr, obwohl er mit 36 Jahren der jüngste Oldenburger Pfarrer war, zum Superintendenten. 1661 machte er ihn zum Konsistorialrat und zu seinem persönlichen Beichtvater.
In der kirchenleitenden Tätigkeit war Cadovius gründlich, routiniert, aber ohne Phantasie. Bei den Visitationen wiederholte er die dogmatischen Formeln des Konkordienbuches und hielt dabei immer wieder dieselbe Predigt. Persönlich kümmerte er sich warmherzig um individuelle Not. Cadovius förderte vor allem die Volksschulen in den Kirchengemeinden und hielt seine Gemeinde dazu an, die Kinder zur Schule zu schicken. Nachdem Anton Günther am 29. Juni 1667 in seinem Beisein gestorben war, hielt es Cadovius nicht mehr in Oldenburg. Er nahm den Ruf der Fürstinwitwe Christine Charlotte von Ostfriesland an und ging am 3. Mai 1670 als Generalsuperintendent nach Aurich, wo er später verstarb.

## Familie
Cadovius war in erster Ehe seit dem 25. Juni 1652 mit Anna geb. Decker (1630–1661) verheiratet, der Tochter des Hamburger Organisten Johannes Decker. Das Paar hatte fünf eheliche Kinder und vermutlich den vorehelichen Sohn Johann Müller (1650–1725), der Rektor in Esens wurde. In zweiter Ehe heiratete er am 19. August 1662 Marie Elisabeth Heilersieg († 1715), die Tochter des Gutsverwalters Arnold Heilersieg zu Oelberg und der Anna Margaretha geb. Sieverdes (1613–1677). Sein Sohn Carl Eberhard († 1738) wurde Pfarrer und kam 1707 nach Juist.